# حدث الجبه
حدث الجبه (به عربی: حدث الجبة) یک منطقهٔ مسکونی در لبنان است که در شهرستان بشری واقع شده‌است.
 حدث الجبه  ۴٬۰۰۰ نفر جمعیت دارد و ۱٬۵۰۰ متر بالاتر از سطح دریا واقع شده‌است.